# Cereza del Jerte-La Vera

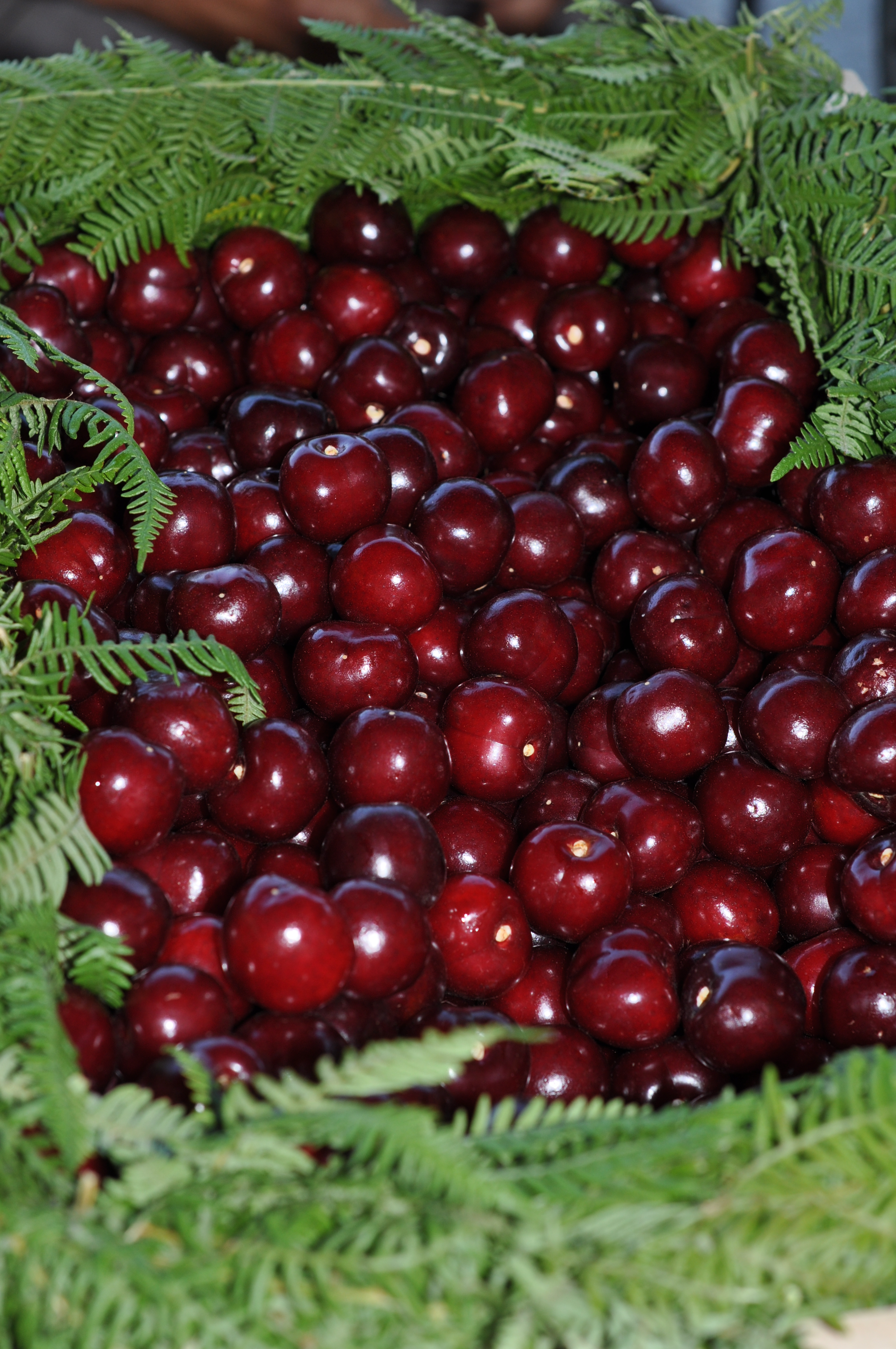
Cerezas del Valle del Jerte.

La Cereza del Jerte incluye un grupo de variedades autóctonas con Denominación de Origen Protegida. Entre ellas, destacan las Picotas del Jerte, cuatro variedades locales del Valle del Jerte: Ambrunés, Pico Negro, Pico Limón y Pico Colorado. La más dulce y que se produce en mayor cantidad es la primera. Son cerezas que se comercializan sin pedúnculo, crujientes y procedentes del Valle del Jerte (Cáceres, España) y los colindantes valles de La Vera y El Ambroz. Además, la Denominación de Origen Protegida Cereza del Jerte certifica una única variedad de cerezas con pedúnculo, la Navalinda. También es una variedad local, más temprana que las Picotas del Jerte. Si las Picotas del Jerte llegan en junio a los puntos de venta, la Navalinda lo hace en mayo. Estas variedades de cereza incluyen el distintivo de la denominación y se diferencian de cerezas desrabadas manualmente que se comercializan como picotas.
Es muy apreciada por su gran calidad y por su fama internacional, siendo exportada a países como Alemania, Francia o Reino Unido, entre otros. Muy usada en repostería, en concreto escarchada, en almíbar sobre tartas y pasteles. Las manchas en la ropa son muy difíciles de quitar, por eso al igual que la mora u otros productos naturales ha sido usada como colorante natural.
En 2013 había 3.737 cultivadores con explotaciones registradas que cubrían una superficie de 9.856 hectáreas; su producción potencial total combinada asciende a 8.815 toneladas anuales. Alrededor del 40% de la producción de Picota se exporta, con mercados clave como Alemania y el Reino Unido. Las ventas en el Reino Unido alcanzaron su punto álgido en 2011, con 10 millones de cestas (2.500 toneladas) vendidas durante la temporada de cinco semanas.

## Variedades agronómicas y comerciales
Existen multitud de variedades agronómicas de cerezas, que se agrupan en variedades comerciales. Las variedades agronómicas establecen la clasificación que se hace por cada tipo de cereza, mientras que las comerciales agrupan variedades agronómicas que poseen cualidades parecidas así como temporada de recolección y venta al público similares.
Se distingue principalmente entre cerezas y picotas aunque ambas son cerezas. La principal diferencia entre ellas es que las picotas carecen de rabito (pedúnculo) ya que se desprende de forma natural cuando ésta cae del árbol.
La Picota del Jerte es la cereza más famosa y apreciada y, entre ellas, la variedad Ambrunés:
AmbrunésDe color oscuro cuando está madura. Es la cereza más apreciada. El origen de esta cereza es el propio Valle del Jerte. El peso es de 7-8 gramos y su forma es achatada, siendo el tamaño del hueso grande. Tiene una gran resistencia al rajado y madura entre el 18 de mayo y el 10 de agosto (dependiendo en todo caso de la zona y las características climatológicas del año). Es la variedad más cultivada en la demarcación geográfica que comprenda la D.O.P. “Cereza del Jerte”. Representa cerca del 30 % de la superficie dedicada al cerezo y la producción anual es de unos 3 400 000 kg.
Pico ColoradoDe color rojo claro. Es una de las variedades más antiguas de la D.O.P. “Cereza del Jerte”, supone alrededor de un 10 % de la producción y es un fruto tardío. De hecho, esta es la última variedad que se recoge. Es dura y en frigorífico puede aguantar más de una semana para su consumo. Es muy apreciada para la conserva.
Pico NegroDe aspecto más oscuro. Su sabor es menos dulce. Es otra de las variedades más antiguas de la demarcación “Cereza del Jerte”. Las principales zonas de producción se encuentran en los términos municipales de Cabrero, Barrado, Casas del Castañar, Navaconcejo, Piornal y Valdastillas.
Pico Limón NegroTambién de color oscuro, pero más dulce que la anterior. Es una de las más antiguas y no se produce en ninguna otra parte del mundo. En Casas del Castañar es la cereza autóctona más cultivada.